# Argia modesta
Argia modesta là một loài chuồn chuồn kim trong họ Coenagrionidae.
Argia modesta is in 1865 voor het eerst wetenschappelijk beschreven door Selys.